# Dầu cắt gọt kim loại

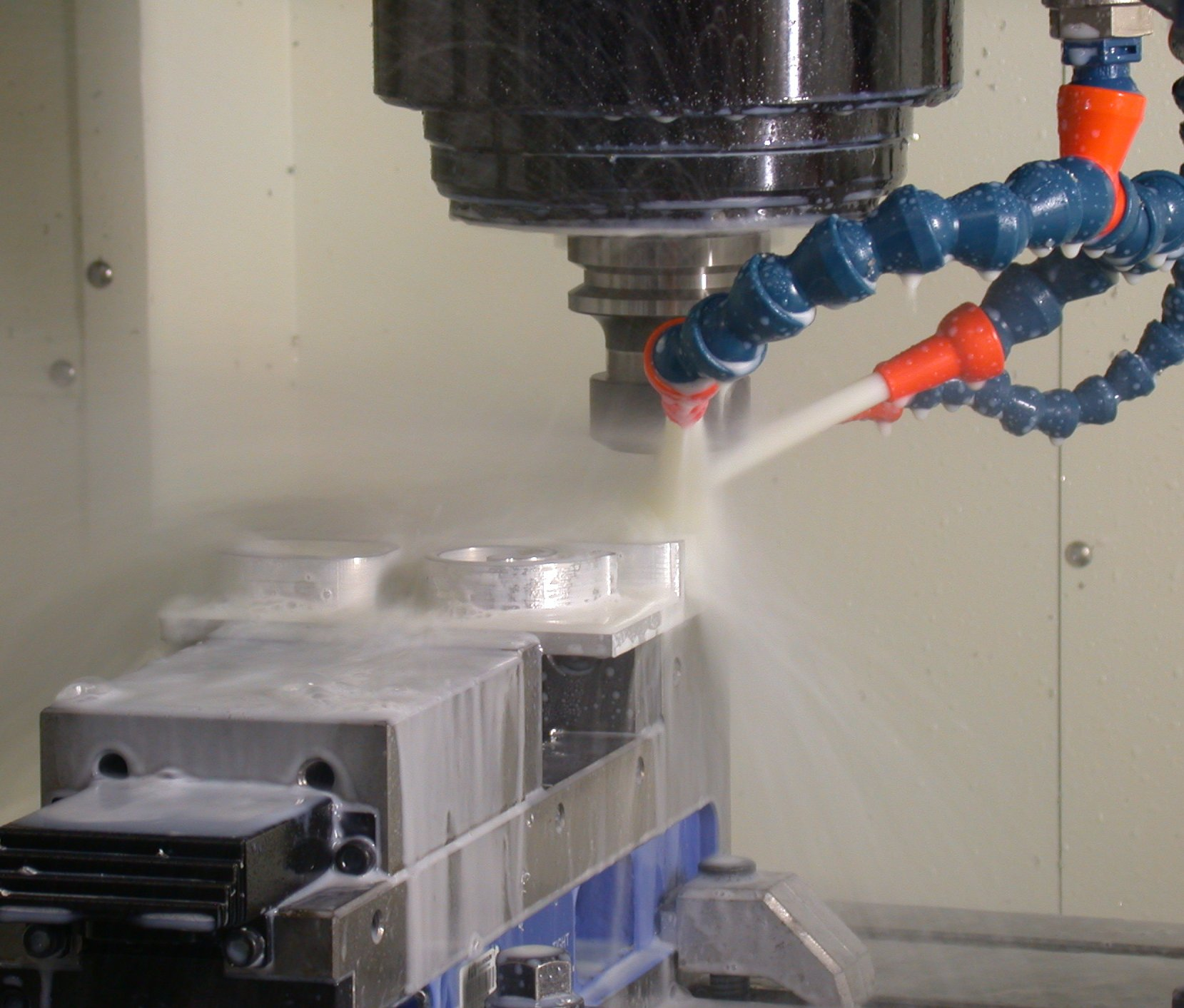
Phay nhôm thành mỏng sử dụng dung dịch cắt gốc nước trên dao phay

Dầu cắt gọt kim loại (tiếng Anh: Metalworking fluid hay Cutting fluid) là loại chất lỏng được sử dung trong gia công kim loại, nhằm làm mát và bôi trơn vị trí kim loại được gia công. Đồng thời nó cũng có tác dụng làm sạch những mảnh vụn kim loại xuất hiện trong quá trình gia công khỏi bề mặt chi tiết. Những năm gần đây, việc dùng dầu cắt mà thành phần chủ yếu là nước trở nên nhiều, nên người ta cũng gọi dầu cắt là dung dịch cắt.

## Phân loại
Dầu cắt gọt gồm hai loại chính:
- Dầu không pha: là những dầu khi sử dụng không cần pha thêm dung môi. Chúng thường được sử dụng trong những giai đoạn gia công phát sinh ít nhiệt hoặc cần bôi trơn tốt.
- Dầu pha: là những loại dầu khi sử dụng cần pha thêm dung môi (nước) để tạo thành dạng nhũ tương. Loại này thường được sử dụng trong các giai đoạn gia công phát sinh nhiệt lớn và cần mức độ bôi trơn thấp. Tùy theo yêu công công việc mà tỷ lệ dầu: nước có thể thay đổi.